# Janvier 1886

## Événements
- 1er janvier : la Haute-Birmanie devient une province des Indes britanniques. L'abolition de la monarchie birmane provoque un soulèvement populaire qui résiste dix ans à la répression militaire.

- 7 janvier, France : troisième gouvernement Freycinet. Le général Georges Boulanger (« le général la Revanche ») est ministre de la Guerre sur la recommandation de Clemenceau; son discours revanchard attise la tension franco-allemande.